# نسخة الملك جيمس
نسخة الملك جيمس (KJV)، أو نسخة الملك جيمس الكتاب المقدس (KJB) والنسخة المعتمدة (AV)، هي ترجمة إنجليزية حديثة مبكرة للكتاب المقدس لكنيسة إنجلترا، بدأت كتابتها في عام 1604 ونشرت في عام 1611 برعاية الملك جيمس السادس والأول. تتكون نسخة الملك جيمس من 80 كتابًا، بما في ذلك 39 كتابًا من العهد القديم، و14 كتابًا من الأبوكريفا، و27 كتابًا من العهد الجديد.
وُصفت نسخة الملك جيمس بأنها واحدة من أهم الكتب في الثقافة الإنجليزية وقوة دافعة في تشكيل العالم الناطق باللغة الإنجليزية نظرًا لعظمة أسلوبها. تظل نسخة الملك جيمس هي الترجمة المفضلة للعديد من الأصوليين المسيحيين والحركات الدينية، وتعتبر واحدة من الإنجازات الأدبية الهامة في إنجلترا الحديثة المبكرة.
كانت نسخة الملك جيمس هي الترجمة الثالثة إلى الإنجليزية التي وافقت عليها سلطات الكنيسة الإنجليزية: الأولى كانت الكتاب المقدس العظيم [الإنجليزية] (1535)، والثانية كانت الكتاب المقدس للأساقفة [الإنجليزية] (1568)، أنتج الجيل الأول من الإصلاحيين البروتستانت وفي سويسرا كتاب جنيف المقدس الذي نُشر عام 1560، والذي أشار إلى الكتب المقدسة العبرية واليونانية الأصلية، وكان له تأثير على كتابة نسخة الملك جيمس المعتمدة.
استخدمت الكنيسة الإنجليزية في البداية "الكتاب المقدس للأساقفة" المعتمد رسميًا، والذي كان نادرًا ما يستخدمه السكان. كان الكتاب الأكثر شعبية يسمى "الكتاب المقدس في جنيف"، والذي تم إنشاؤه على أساس ترجمة تيندال في جنيف في عهد الخليفة المباشر للمصلح جان كالفن لأتباعه الإنجليز. ومع ذلك اعتبر الملك جيمس حواشي الكتاب المقدس في جنيف والتي تعكس البيوريتانية الكالفينية متطرفة للغاية. الجدير بالذكر أن مترجمي الكتاب المقدس في جنيف قد نقلوا كلمة "ملك" إلى "طاغية" حوالي أربعمائة مرة، في حين أن كلمة "طاغية" لا تظهر في نسخة الملك جيمس. يُعتقد أن الملك جيمس أمر مترجمي نسخة الملك جيمس باستخدام مصطلحات مثل "مثير للقلق" أو "ظالم" بدلاً من "طاغية" لتجنب انتقاد نظامه الملكي، على الرغم من عدم وجود دليل يدعم هذا الادعاء. يمكن القول أن اختيار الترجمة هذا يعكس بشكل أكثر دقة الفرق في المعنى بين "طاغية" في اليونانية القديمة والإنجليزية الحديثة.
في يناير 1604، عقد الملك جيمس مؤتمر هامبتون كورت [الإنجليزية] لمعالجة المشاكل المتعلقة بالترجمات السابقة كما يراها البيوريتانيون وهم فصيل داخل كنيسة إنجلترا. أعطى جيمس للمترجمين تعليمات تهدف إلى ضمان أن النسخة الجديدة تتوافق مع علم الكنيسة، وتعكس البنية الأسقفية لكنيسة إنجلترا وإيمانها برجال الدين المرسومين. وكما هو الحال مع معظم الترجمات الأخرى في تلك الفترة، ترجم العهد الجديد من اليونانية، والعهد القديم من العبرية والآرامية، والأبوكريفا من اليونانية واللاتينية. في كتاب الصلاة المشتركة لعام 1662 [الإنجليزية] حل نص النسخة المعتمدة محل نص الكتاب المقدس العظيم لقراءات الرسائل والأناجيل، وعلى هذا النحو أصبح معتمدًا بموجب قانون صادر عن البرلمان.
بحلول النصف الأول من القرن الثامن عشر، أصبحت النسخة المعتمدة هي الترجمة الإنجليزية السائدة المستخدمة في الكنائس الأنجليكانية وغيرها من الكنائس البروتستانتية الإنجليزية، باستثناء المزامير وبعض المقاطع القصيرة في كتاب الصلاة المشتركة لكنيسة إنجلترا. طوال القرن الثامن عشر، حلت النسخة المعتمدة محل النسخه اللاتينية للانجيل اللاتينية باعتبارها النسخة القياسية للكتاب المقدس للعلماء الناطقين باللغة الإنجليزية. مع تطور الطباعة النمطية [الإنجليزية] في بداية القرن التاسع عشر، أصبحت هذه النسخة من الكتاب المقدس هي الكتاب الأكثر طباعة على نطاق واسع في التاريخ، حيث قدمت جميع هذه المطبوعات تقريبًا النص القياسي لعام 1769، ودائمًا ما كانت تحذف كتب الأبوكريفا. يشير العنوان غير المشروط اليوم "نسخة الملك جيمس" عادةً إلى نص أكسفورد القياسي.